# アルバート・ラスカー医学研究賞
アルバート・ラスカー医学研究賞（アルバート・ラスカーいがくけんきゅうしょう、The Lasker Awards）は、「医学の研究において優れた功績があった人物」に与えられる学術賞である。アメリカ医学界最高の賞とされており、世界的に見てもノーベル生理学・医学賞に次ぐ、医学賞とみなされる。ラスカー賞と略される事が多い。

## 概要
ラスカー賞はしばしば「アメリカのノーベル生理学・医学賞」とも呼ばれる。実際に、ラスカー賞を受賞した人のうち、66人がノーベル生理学・医学賞を、27人がノーベル化学賞を受賞した（2020年時点）。
ラスカー賞は、ラスカー財団によって運営されている。アメリカの実業家アルバート・ラスカーと、彼の妻メアリー・ウッダード・ラスカーによって1945年に設立され、最初の受賞は1946年に始まった。受賞者には、250,000ドルの賞金のほか、副賞として、賞のシンボルであるサモトラケのニケの銅像がトロフィーとして贈られる。

## 分野
現行は、以下の4部門がある。
- Albert Lasker Basic Medical Research Award

（アルバート・ラスカー基礎医学研究賞）
- Lasker-DeBakey Clinical Medical Research Award

（ラスカー・ドゥベーキー臨床医学研究賞）
- Lasker-Bloomberg Public Service Award（旧称：Woodard Lasker Public Service Award、2011年改称）

（ラスカー・ブルームバーグ公益事業賞）
- Lasker-Koshland Special Achievement Award in Medical Science

（ラスカー・コシュランド医学特別業績賞）1994年 -

## 廃止された部門における受賞者
廃止された賞には特別公衆衛生賞、特別賞、グループ賞などの部門の他に、国際障害者リハビリテーション協会、全国精神疾患対策委員会、プランド・ペアレントフッドなどによって実施された賞が存在した、医学ジャーナリズムにも賞が授与された。

### 公衆衛生特別賞
- 1975 – メルク・シャープおよびドーメ研究所: カール・H・バイエル, Jr. 、ジェームズ・M・スプレイグ、ジョン・E・ベア、フレデリック・C・ノヴェッロ
- 1980 – 国立心肺血液研究所
- 1984 – ドロシー・T・クリーガー、ケビン・マクラフリン, Jr.
- 1987 – 国立衛生研究所100周年記念式典

### 特別賞
- 1947 – トーマス・パラン, Jr.
- 1949 – ヘブン・エマーソン
- 1952 – チャールズ・エドワード・エイモリー・ウィンスロー
- 1956 – アラン・グレッグ
- 1959 – J・リスター・ヒル、ジョン・E・フォガティ

### グループ賞
- 1946 – 国立衛生研究所;  アメリカ合衆国農務省の国立地域研究所、マラリア研究調整委員会、米国農務省の昆虫学および植物検疫局、陸軍疫学委員会
- 1947 – 英国保健省 (イギリス)および食料省、米国共同死因委員会
- 1948 – 退役軍人省の医学外科局
- 1949 – 米国小児科学会; 生命保険医療研究基金
- 1950 – ロックフェラー財団の国際保健部門
- 1951 – ニューヨーク都市圏の健康保険プラン;  アルコホーリクス・アノニマス
- 1953 – アメリカ国立衛生研究所の研究助成金部門、 ハーバード大学の医学関連の物理化学研究室
- 1954 – 連鎖球菌病研究所、国軍疫学委員会、フランシス E.ワーレン空軍基地: チャールズ・H・ランメルカンプ, Jr.
- 1956 – アメリカ食品医薬品局;  米国鉱山労働者連合の医療プログラム、福利厚生および退職基金
- 1960 – アメリカ合衆国児童局の障害児プログラム、カリフォルニア州公衆衛生局の慢性疾患プログラム (レスター・ブレスロウ)[4]

### 国際障害者リハビリテーション協会による賞
- 1954 – ヘンリー・H・ケスラー、フアン・ファリル、ウィリアム・モリス
- 1957 – ハワード・A・ラスク、ファビアン・W.・G・ランゲンショルド、世界退役軍人連盟
- 1960 – メアリー・E・スイス、グズムンド・ハーレム、ポール・W・ブランド
- 1963 – レナト・デ・コスタ・ボムフィム、クルト・ヤンソン、レナード・W・メイヨ
- 1966 – ポール・ストッホルム、ヴィクトール・デガ、ユージン・J・テイラー
- 1969 – グスタフ・グリンガス、ラデン・スハルソ、アンドレ・トラノイ、国際労働機関
- 1972 – ジェームズ・F・ギャレット、カマラ・V・ニンブカー、ジャン・レニエ

### 全国精神疾患対策委員会による賞
- 1944 – ウィリアム・C・メニンガー
- 1945 – G・ブロック・チザム、ジョン・ローリングス・リース
- 1946 – W・ホースリー・ガント、ジュール・H・マッサーマン、ウォルター・ラーチ、ダグラス・ライス・シャープ、ローレンス・K・フランク
- 1947 – キャサリン・マッケンジー
- 1948 – C・アンダーソン・アルドリッチ、マイク・ゴーマン、アル・オストロウ
- 1949 – ミルドレッド・C・スコヴィル、アルバート・ドイチュ

### プランド・ペアレントフッドによる賞
- 1945 – ジョン・マクロード、フェリックス・J・アンダーウッド
- 1946 – ロバート・ラットウ・ディキンソン、セファス・リギン
- 1947 – アラン・F・グットマッハー、エイブラハム・ストーン
- 1948 – ジョン・チャールズ・ロック、リチャード・N・ピアソン
- 1949 – ジョージ・M・クーパー、カール・G・ハートマン
- 1950 – マーガレット・サンガー、ベッシー・L・モーゼス
- 1951 – ガイ・アーヴィング・バーチ、ウィリアム・フォークト
- 1952 – ジョン・ウィリアム・ロイ・ノートン、ハーバート・トムズ、エレノア・ベローズ・ピルズベリー
- 1953 – ハリー・エマーソン・フォスディック、エリーゼ・オッテセン・ジェンセン
- 1954 – ダンヴァンティ・ラマ・ラウ、M・C・チャン、ハワード・C・テイラー
- 1955 – ウォーレン・O・ネルソン、ロバート・カーター・クック
- 1958 – ハリソン・S・ブラウン
- 1959 – ジュリアン・ハクスリー
- 1960 – グレゴリー・ピンカス
- 1961 – ジョン・D・ロックフェラー3世
- 1964 – キャス・キャンフィールド
- 1965 – C・リー・バクストン、エステル・T・グリズウォルド